# Jean-Baptiste Billot

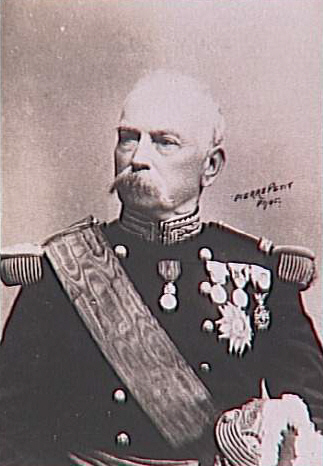
Jean-Baptiste Billot

Billot

Jean-Baptiste Billot (* 15. August 1828 zu Chaumeil (Département Corrèze); † 31. Mai 1907 in Paris) war ein französischer Général de division und Staatsmann. Er war wesentlich an der Dreyfus-Affäre beteiligt, die ihren Anfang allerdings unter einem seiner Vorgänger, dem Kriegsminister Auguste Mercier nahm.

## Leben
Billot trat am 1. Dezember 1847 in die Militärschule Saint-Cyr ein, wurde 1849 als Sous-lieutenant in den Generalstab versetzt und diente, mit Ausnahme des Französischen Intervention in Mexiko, beinahe immer in Algerien. In rascher Folge stieg er 1852–69 bis zum Lieutenant-colonel auf, wurde 1870 beim Ausbruch des Deutsch-Französischen Kriegs von Afrika nach Frankreich berufen und zum Colonel in der Loirearmee befördert.
Er schloss sich der republikanischen Partei an und erlangte die besondere Gunst Gambettas und Freycinets, die ihn an die Spitze des neugebildeten 18. Korps stellten und ihn sehr bald zum Général de brigade, dann zum Général de division au titre auxiliaire (Hilfsweise) beförderten. An der Spitze seines Korps nahm er der Schlacht bei Beaune-la-Rolande am 28. November teil, kam aber dem 19. Korps unter General Crouzat so spät zu Hilfe, dass dieser Beaune nicht nehmen konnte und zurückweichen musste.
Er gehörte darauf zur Armee Bourbakis und bildete in der Schlacht an der Lisaine den äußersten linken Flügel. Durch die Kommission für die Revision der militärischen Grade wurde er nur als Général de brigade bestätigt.
Als Mitglied der Nationalversammlung, zu welchem ihn im Februar 1871 sein heimisches Departement Corrèze wählte, schloss er sich der republikanischen Linken an, die ihn bald zu ihrem Präsidenten erwählte, und beteiligte sich lebhaft an den Verhandlungen über die Armeereform. Ende 1875 wurde er zum unabsetzbaren Senator ernannt, widersetzte sich den monarchischen Restaurationsplänen mit großem Eifer und bewirkte hauptsächlich im Februar 1878 die Reform des französischen Generalstabes nach preußischem Muster. Nach dem Sieg der Republik bewirkte sein Freund Gambetta seine Ernennung zum Général de division und Kommandeur der 1. Division des 1. Armeekorps in Lille. 1879 bereits wurde er zum Korpskommandanten des l. Korps in Marseille ernannt und übernahm im Januar 1882 im Kabinett Freycinet II das Kriegsministerium, das er bis 1883 (Kabinett Duclerc) behielt; 1884 erhielt er das Kommando des 1. Armeekorps in Lille. Vom 29. April 1896 bis 27. Juni 1898 war er im Kabinett Méline erneut Kriegsminister. Billot gehörte dem Parlament bis zu seinem Tod 1907 an.
Billot wurde 1889 mit dem Großkreuz der Ehrenlegion ausgezeichnet.

## Dreyfus-Affäre
Billot vertrat auf Beschluss der Regierung die Anklage gegen Émile Zola, nachdem dieser seinen offenen Brief J’accuse veröffentlicht hatte. Er war Gegner einer Revision des Dreyfus-Urteils.